# Mitracarpus bicrucis
Mitracarpus bicrucis là một loài thực vật có hoa trong họ Thiến thảo. Loài này được Bacigalupo & E.L.Cabral mô tả khoa học đầu tiên năm 2005.